# Al-Humajra (Aleppo)
Al-Humajra (arab. الحميرة) – wieś w Syrii, w muhafazie Aleppo, w dystrykcie Dżarabulus. W 2004 roku liczyła 333 mieszkańców.